# FICON計画

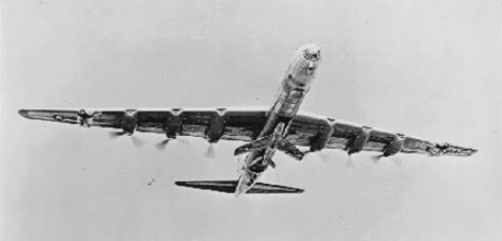
RF-84Fを運ぶGRB-36 ピースメーカー

FICON計画（FICON：Fighter Conveyor、ファイコン、戦闘機運搬者）は、1950年代にアメリカ空軍が実施したGBR-36ピースメーカー爆撃機の爆弾倉にRF-84Kサンダーフラッシュ戦闘機をパラサイト・ファイターとして搭載することの実現可能性を試験した計画である。
初期の翼端結合実験には戦闘機を爆撃機の翼端に結合して運ぶ試みである「ティップ・トウ」（Tip Tow）があり、「トム・トム」（Tom-Tom、トムトム計画）は後にFICON計画に続いて実施された。

## 背景

### 翼端結合実験
翼端結合実験は、航空機の航続距離を延伸することを目指して翼幅の有効長を増すために浮動パネルを付加するという企画から生み出された。これはグライダーの細長い主翼と同じような理論上の働きをするはずであった。この案は1944年から1945年にかけてドイツで同規模の航空機同士を繋げた実験が実施されたといわれており、その後も第二次世界大戦後にドイツからアメリカ合衆国に渡ってきたリヒャルト・フォークト博士により更なる開発が進められた。1940年代遅くにダグラス C-47A スカイトレインとカルヴァー Q-14B カデットを使用した試験がライト・フィールドで行われた。これら一連の試験でこの案が有望であることが分かり、リパブリック・アビエーション社が更なる調査研究の契約を獲得してティップ・トウ計画が始まった。

### MX-1016計画 (Tip Tow)

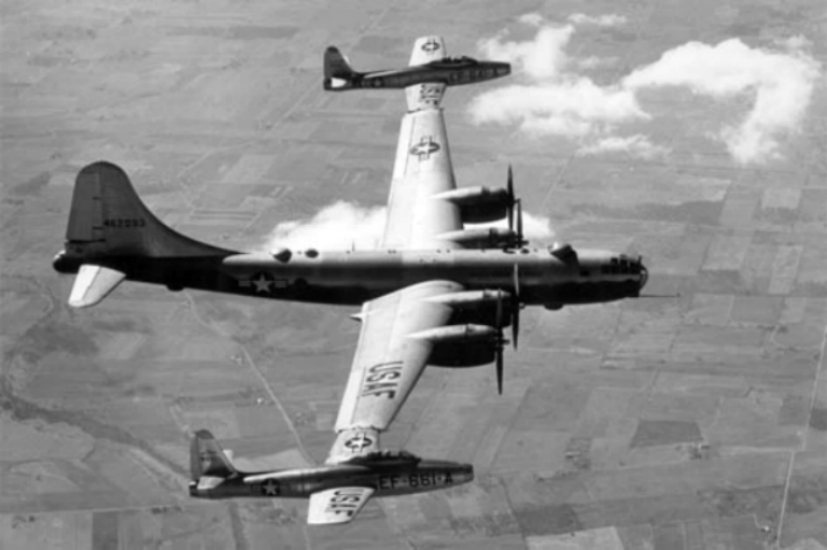
ティップ・トウ計画で翼端同士で繋がるETB-29AとEF-84B

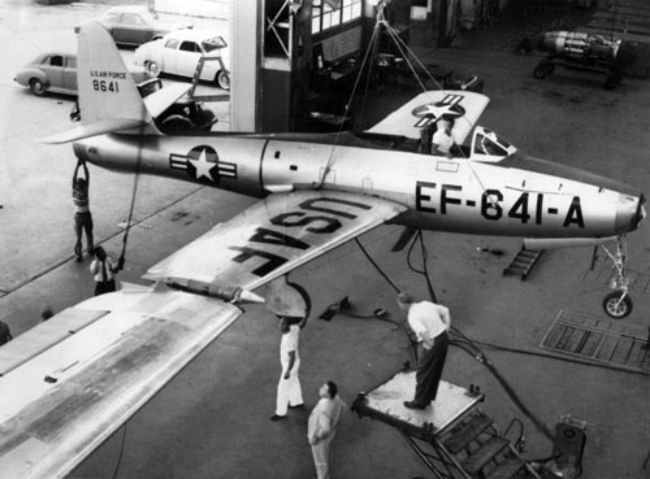
B-29/F-84の翼端結合部のクローズアップ

MX-1018計画（コードネーム："Tip Tow"）は、ピストンエンジン爆撃機に戦闘機の護衛をつけるために飛行中に結合/分離可能な翼端結合装置を介して戦闘機と爆撃機を繋げて、初期のジェット機の航続距離を延伸させることを目指していた。ティップ・トウ用の航空機は、特別に改造されたETB-29A（シリアルナンバー：44-62093）と2機のEF-84B（シリアルナンバー：46-641と46-661）で編成された。一連の飛行試験が実施され、当初は1機と後に2機との飛行中の分離/結合も数度成功させた。結合する時にF-84機のパイロットはロール軸の動きを補助翼ではなく昇降舵を操作して手動で制御していた。燃料の消費を抑えるために母機に結合（"tow"）されている場合はF-84機のエンジンは停止され、飛行中のエンジン再始動も成功を収めた。
B-29機の主翼の柔軟性と共に翼端の乱気流にも配慮を要し、結合部分の機械機構は改良が必要であった。B-29機と両翼のF-84機との最初の結合は1950年9月に行われた第10回目の飛行試験で実施された。全結合状態での最長飛行は1950年10月20日に行われ、その飛行時間は2時間40分に及んだ。これらの飛行試験は全て手動操縦のF-84機により実施されたが、リパブリック社は自動操縦装置を採り入れた実験を継続する契約を受注した。その一方で改善を図りながら夜間飛行を含めた更なる試験飛行が続けられた。自動操縦の改良は1953年3月に試験準備が整い、継続していた電気系統の問題点の仕分けを試みながら片側だけの結合試験が数回実施された。1953年4月24日に左翼側のF-84が結合されて自動操縦装置が作動した。そのF-84は即座にB-29の主翼上に放り出されて両機は墜落、両機に搭乗していた全員が死亡した。
右翼側F-84Dのパイロットだったクラレンス・E・「バド」・アンダーソン少佐は、実験テストパイロット協会（Society of Experimental Test Pilots.）から出版された『Aircraft Wingtip Coupling Experiments』という記事でティップ・トウの実験について記している。

### トム・トム計画

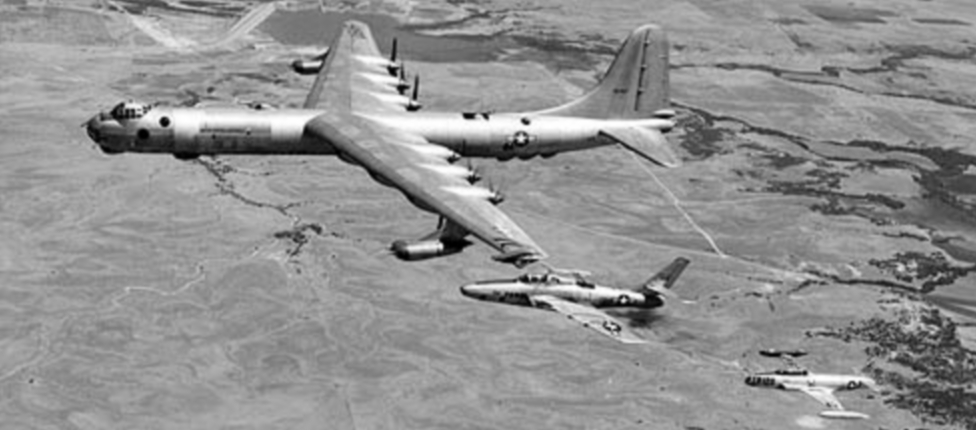
コンベア JRB-36Fの左翼先端に接近するリパブリック YRF-84F (s/n 51-1848)。ロッキード T-33A（右下）が随伴飛行。（テキサス州上空 1955年）

並行してトム・トムと呼ばれる類似の構成の計画が、初期のFICON試験で使用されたJRB-36F（49-2707）と2機のRF-84F （シリアルナンバー：51-1848と51-1849）を使用して進められていた。これらの機体は関節アームとクランプを介して翼端同士で繋げられていた。コンヴェア社パイロットのドク・ウィンチェル（Doc Witchell）、ベリル・エリクソン（Beryl Erickson）、レイモンド・フィッツジェラルド（Raymond Fitzgerald）により1956年に数度の結合を成功させたが、乱気流と渦流は大きな問題点として表れ続けていた。1956年9月23日にBeryl Erickson操縦のRF-84F 51-1849が、まさにJRB-36Fの右翼先端から引き剥がされた。全機が無事着陸したが、このコンセプトは非常に危険だと判断された。その当時空中給油分野の開発が進み、これが戦闘機の航続距離を延伸させるには遥かに安全な方法になると確約されたためトム・トムはキャンセルされた。

## FICONのコンセプト
実験的なマグドネル XF-85 ゴブリン護衛戦闘機が失敗だと判明した後もUSAFは爆撃機携行戦闘機のコンセプトはまだ実行可能であると信じていた。護衛任務に替わってコンベアB-36 ピースメーカーが運ぶリパブリック F-84 サンダージェットによる攻撃任務へと焦点は移された。この計画は長大な航続距離を持つ重爆撃機により目標付近まで到達し、戦術核爆弾を投下する高速でより機動力のあるF-84を発進させ、爆弾投下後にF-84は母機に戻り、そのまま母機に運ばれて基地まで帰還するというものであった。

## FICONの試験

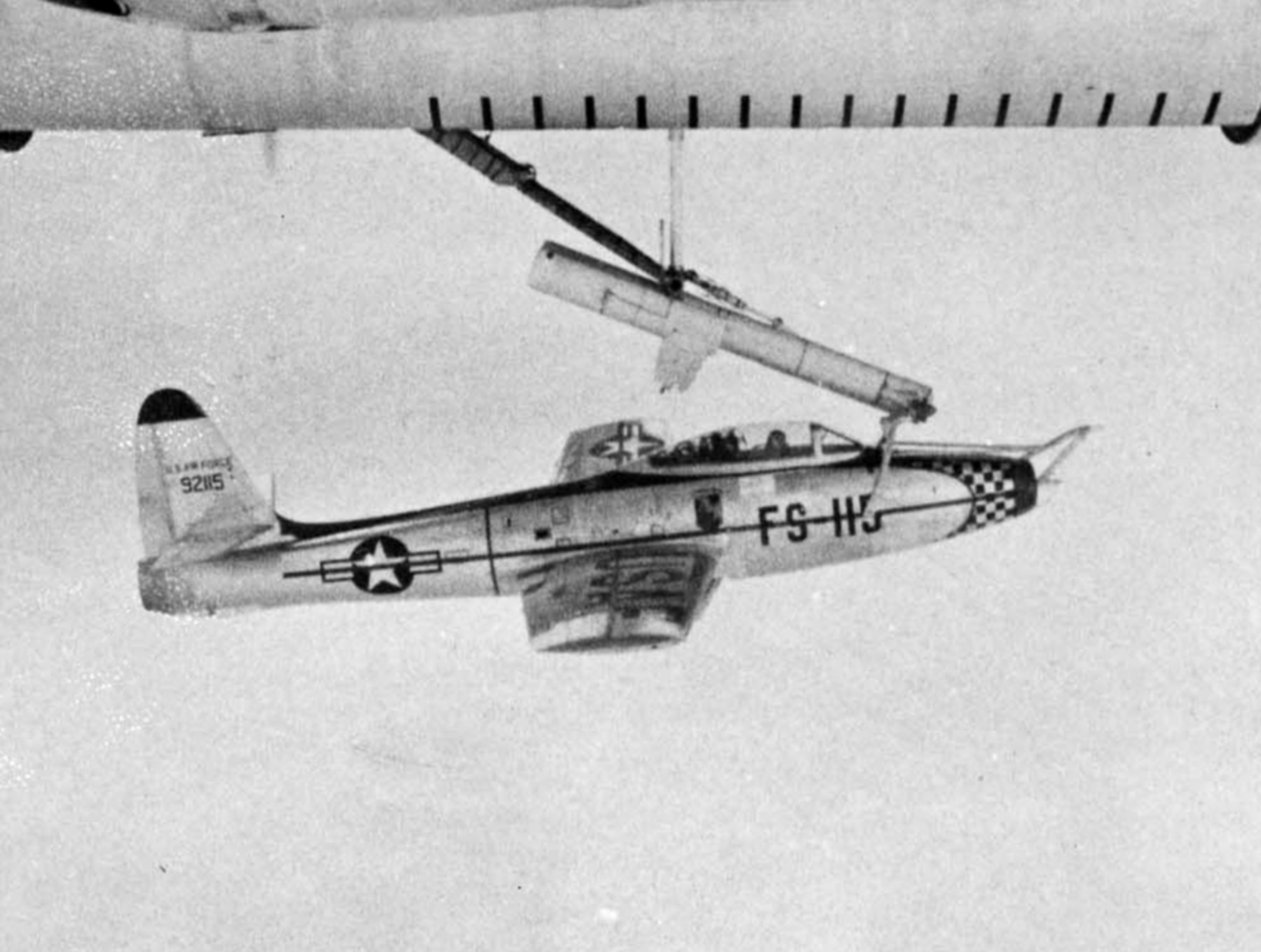
FICONの空中ブランコ機構に結合したF-84E

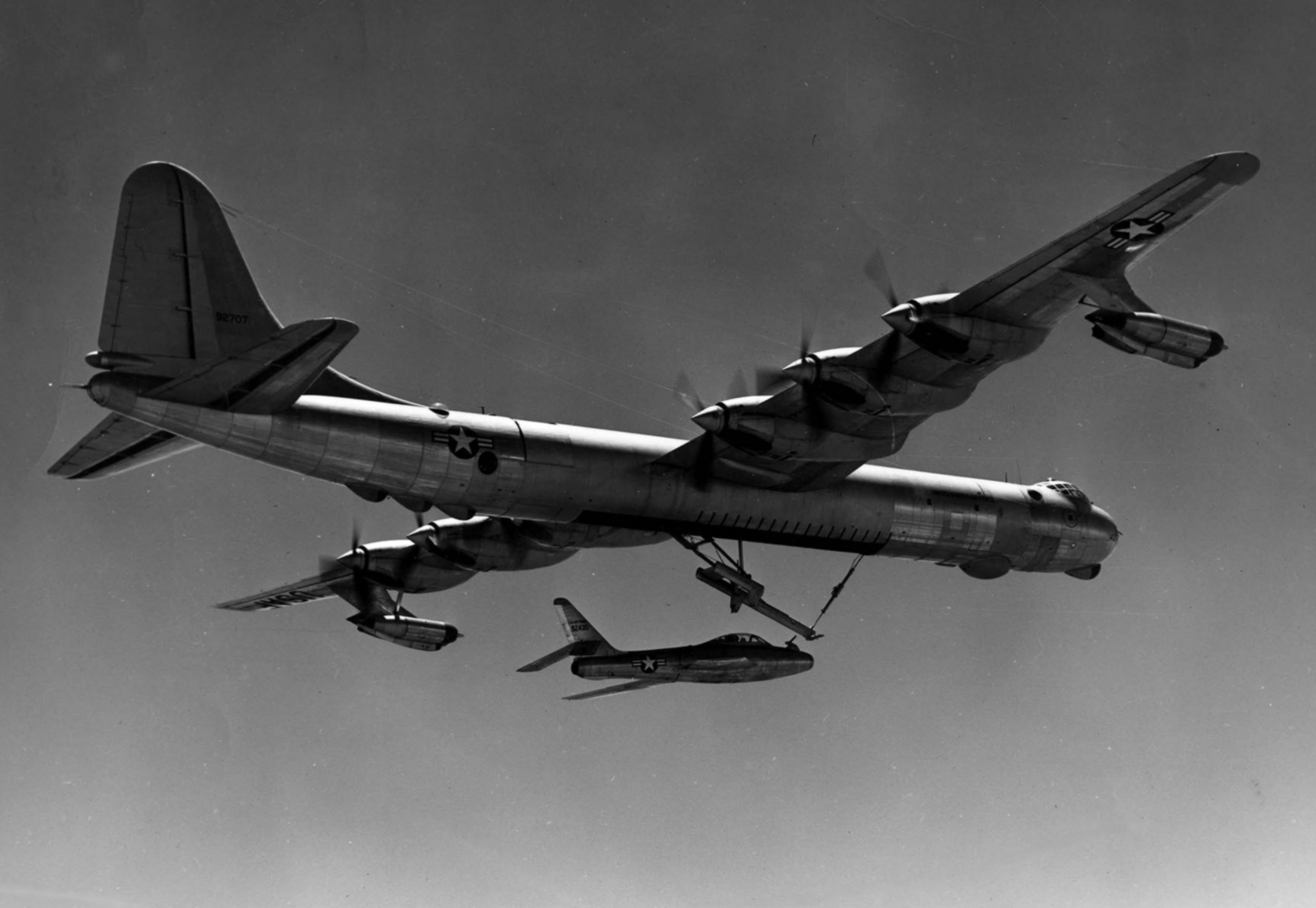
コンベア GRB-36 ピースメーカーの空中ブランコ機構から発進するリパブリック YRF-84F

1機の量産型RB-36F-1-CF ピースメーカー（シリアルナンバー：49-2707）が爆弾倉内に特製の空中ブランコ機構を備えるように改造されてGRB-36Fの名称を与えられ、1機の量産型F-84E サンダージェット（シリアルナンバー：49-2115）のコックピット前の機首部に引き込み可能なフックが取り付けられた。このフックが戦闘機と飛行中に爆弾倉内で戦闘機を保持する空中ブランコとを繋いでいた。空中ブランコは戦闘機を発進させる時に下げられ、作戦終了後に引き込まれた。戦闘機の寸法の関係で実際にGRB-36の内部に格納されるのはコックピット、胴体背面の隆起部、垂直尾翼のみであり、これが抗力の増大をもたらしたことでこの巨大爆撃機の航続距離は5から10%減少した。その一方で利点としては戦闘機のパイロットが母機で運ばれている間は乗機から離れることが可能で、目標への往復に費やす10時間に及ぶ飛行を乗り切ることができた。
初期のFICONの試験は1952年に実施された。最初の結合は1952年1月9日、最初の爆弾倉内への引き込みは4月23日、離陸から着陸までのシステム一貫試験は5月14日に実施された。1953年にGRB-36/F-84Eはエグリン空軍基地へ移され、その後にそこで170回の空中発進/回収を行った。1953年5月にF-84Eはより高速のF-84F サンダーストリークに代替され、この任務用に改修されて短い間GRF-84Fの名称が与えられたオリジナルのYRF-84F（短期間YF-96Aと呼ばれた）試作機（シリアルナンバー：49-2430）が充てられた。RF-84F サンダーフラッシュ戦術偵察戦闘機が就役すると、FICONの任務は攻撃から偵察へと変更された。F-84と同様にRF-84はその小さな機体と防御の厚い目標上空で発揮する敏捷性を活用し、母機の爆撃機が敵防空網圏外で待機している間に情報収集を行うことが期待されていた。この構想は「戦術的に適切」（"tactically sound"）であると判断され、USAFは10機の量産型RB-36DのGRB-36D母機への改修と25機のRF-84K戦術偵察戦闘機を発注した。RF-84Kは引き込み式のフック装置を装備している点と母機のGRB-36内により密着するように水平尾翼に下半角がついている点が通常のRF-84Fと異なっていた。0.50 in.機関銃は装備したままだったため護衛戦闘機としても活用することもできた。RF-84Kは高度25,000 ft (7,550 m)以下で発射され、それだけで長大なGRB-36Dの2,800 mi (4,500 km)という戦闘半径に更に1,180 mi (1,900 km)を付加することが可能であった。

## FICONの運用

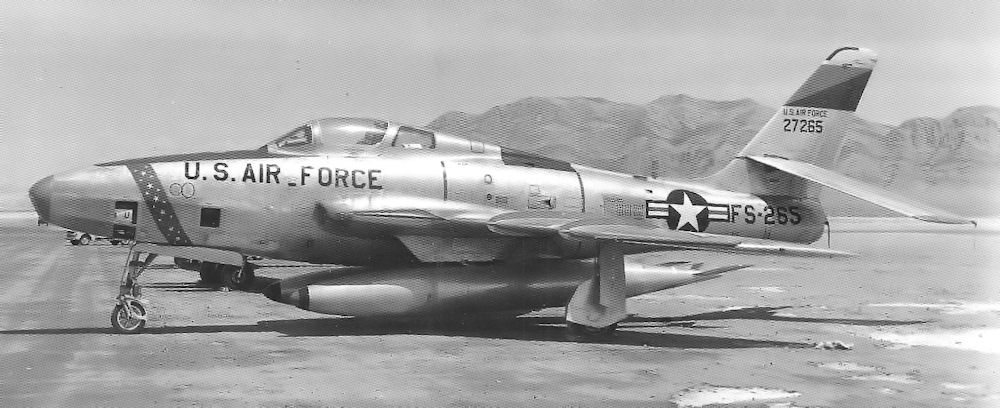
第407戦略戦闘航空団（407th Strategic Fighter Wing）所属のリパブリック RF-84K サンダーフラッシュ（1955年）

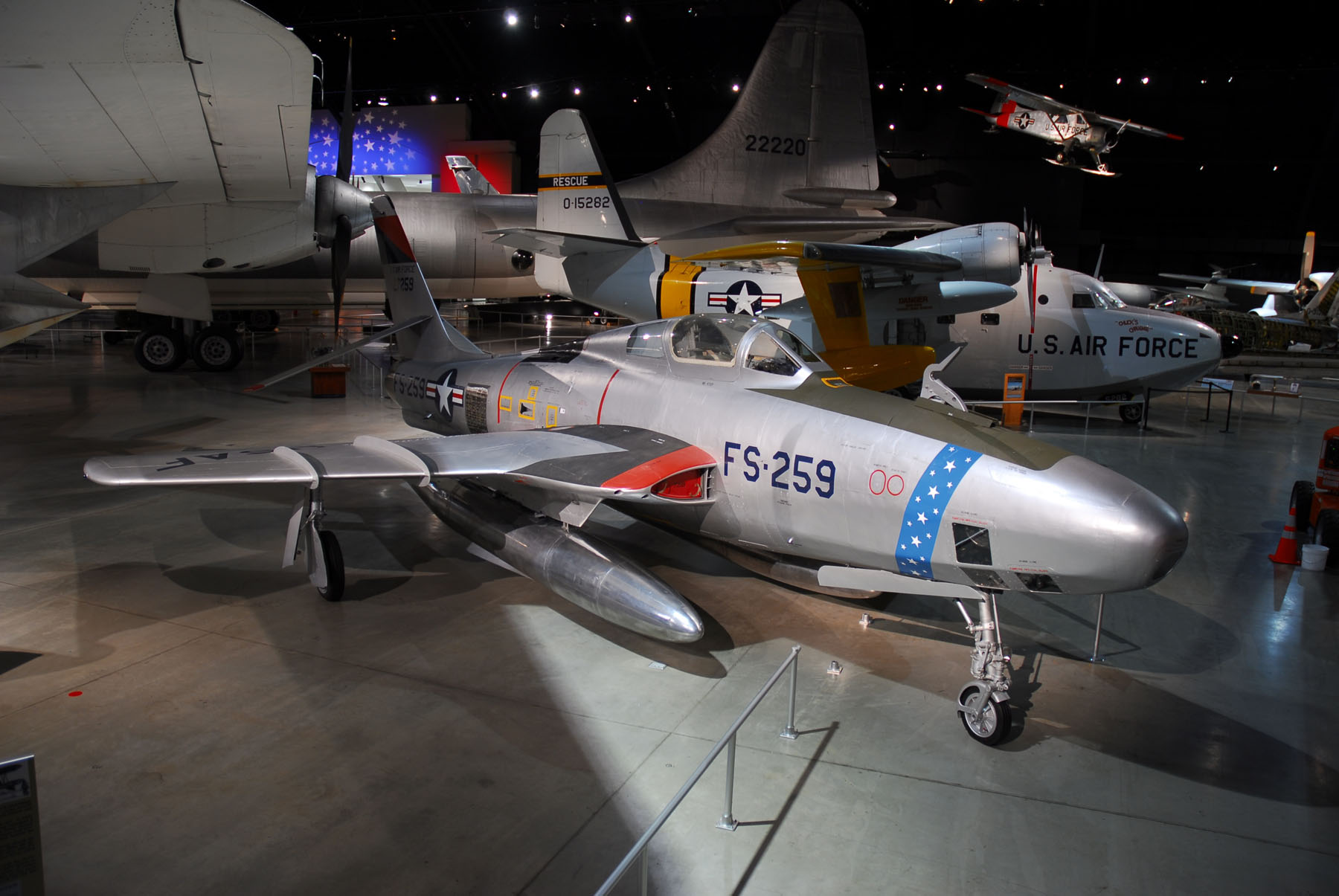
国立アメリカ空軍博物館に展示されているリパブリック RF-84K サンダーフラッシュ

FICONシステムは1955年から1956年にかけて戦略航空軍団で限定的に運用された。第99戦略偵察航空団（99th Strategic Reconnaissance Wing、フェアチャイルド空軍基地）所属の母機GRB-36Dと第91戦略偵察飛行隊（91st Strategic Reconnaissance Squadron、ラーソン空軍基地）所属のRF-84Kとが併せて運用された。
その後の試験飛行はFICONコンセプトがまさに「戦術的に適切」（"tactically sound,"）であることを示したが、作戦運用の実施は困難なものであった。合計で10機のGRB-36Dと25機のRF-84Kが製作され、1955年から1956年にかけて限定的に運用された。母機との結合は理想的な環境下での熟練パイロットにしても危険であり、RF-84Kの中には結合しようとして損傷する機体も出て、実戦や天候不良、経験不足のパイロットによる操縦では困難であることが分かった。加えて450 ガロン (1,700 liter) 入り外部増槽を装備したRF-84を搭載した母機の最低地上高は劇的に減少し、FICONの構成では僅か15 cmしか余裕がなかった。ロッキード U-2の登場と経年によるB-36の陳腐化と相まって、こういった欠点は1956年の計画自体のキャンセルに至った。FICON計画の最後の飛行は1956年4月27日に行われた。
計画のキャンセルに伴いRF-84Kの数機は廃棄処分とされたが、その他は引き込み式のフック装置を装備したまま偵察機として運用された。国立アメリカ空軍博物館、チノにあるプレーン・オブ・フェームの「地上展示機」（"Static Lot"）、デンバーのウイングス・オーバー・ロッキーズ航空博物館（the Wings Over the Rockies Airspace Museum）に各1機が所蔵されている。